# アントニオ・ブラガ・ネト
アントニオ・ブラガ・ネト（Antonio Braga Neto、1987年10月29日 - ）は、ブラジルの男性総合格闘家、柔術家。アマゾナス州マナウス出身。グレイシー・フュージョン所属。ブラジリアン柔術黒帯。
右腕にびっしりと刺青を入れている。

## 来歴
2007年2月、アブダビコンバットブラジル予選99kg未満級に出場。決勝でクリスチアーノ・ラザリニにギロチンチョークで敗れ、準優勝。
2007年12月6日、Fury FC 5でファビアーノ・アストリーノと対戦し、1Rにチキンウィングアームロックで一本勝ち。セコンドには同門のハイアン・グレイシーが付いた（ハイアンは12月15日に死去）。
2008年3月5日、戦極旗揚げ戦「戦極 〜第一陣〜」で川村亮と対戦し、判定負け。
2008年6月、世界柔術選手権に出場。決勝でハファエル・ロバト・ジュニアを破り黒帯スペルペサード級(-97kg)で優勝。
2009年4月、パンアメリカン柔術選手権（パンナム）に出場し黒帯スペルペサード級優勝、アブソルート級でも準決勝でホムロ・バハウ、決勝ではオタービオ・ソウザを破り優勝を果たした。
2009年11月8日、世界ノーギ柔術選手権のアダルト黒帯スペルペサード級に出場し、優勝を果たした。アダルト黒帯アブソルート級では準優勝となった。

## 戦績
| 総合格闘技 戦績 | 総合格闘技 戦績 | 総合格闘技 戦績 | 総合格闘技 戦績 | 総合格闘技 戦績 | 総合格闘技 戦績 | 総合格闘技 戦績 |
| --------------- | --------------- | --------------- | --------------- | --------------- | --------------- | --------------- |
| 13 試合         | (T)KO           | 一本            | 判定            | その他          | 引き分け        | 無効試合        |
| 9 勝            | 1               | 7               | 1               | 0               | 0               | 1               |
| 3 敗            | 1               | 0               | 2               | 0               | 0               | 1               |

| 勝敗 | 対戦相手                   | 試合結果                           | 大会名                                           | 開催年月日     |
| ×    | トレヴィン・ジャイルズ     | 3R 2:27 KO（スタンドパンチ連打）   | UFC Fight Night: Swanson vs. Ortega              | 2017年12月9日  |
| ×    | クリント・ヘスター         | 5分3R終了 判定1-2                  | UFC Fight Night: Swanson vs. Stephens            | 2014年6月28日  |
| ○    | アンソニー・スミス         | 1R 1:52 膝十字固め                 | UFC on Fuel TV 10: Nogueira vs. Werdum           | 2013年6月8日   |
| ○    | ブロック・ラーソン         | 1R 1:04 膝十字固め                 | MMA Against Dengue 2                             | 2012年3月4日   |
| ○    | マイケル・ファルカォン     | 2R 4:26 キーロック                 | Amazon Forest Combat 1                           | 2011年9月14日  |
| ○    | ダグラス・クリスティアン   | 2R ギブアップ                      | Top Fighter: Santa Cruz                          | 2010年3月6日   |
| －   | ロドニー・ファベイラス     | 1R 0:24 無効試合（場外）           | AOW 14: Ground Zero                              | 2009年9月26日  |
| ×    | 川村亮                     | 5分3R終了 判定0-3                  | 戦極 〜第一陣〜                                  | 2008年3月5日   |
| ○    | ファビアーノ・アストリーノ | 1R 2:25 チキンウィングアームロック | Fury FC 5: Final Combat                          | 2007年12月6日  |
| ○    | ヘナート・マトス           | 1R 4:55 TKO（パンチ連打）          | Detonaco Fight Championship                      | 2007年11月20日 |
| ○    | セザール・フェレイラ       | 10分1R終了 判定                    | XFC: Brazil 【ライトヘビー級トーナメント 決勝】  | 2007年4月29日  |
| ○    | エドゥアルド・カミーロ     | 1R 1:46 腕ひしぎ十字固め           | XFC: Brazil 【ライトヘビー級トーナメント 1回戦】 | 2007年4月29日  |
| ○    | ロリート                   | 1R 腕ひしぎ十字固め                | Top Fighter MMA 2                                | 2006年10月25日 |

## 獲得タイトル
- ブラジル柔術選手権（ブラジレイロ） 茶帯スペルペサード級(-97kg) 優勝（2006年）
- 世界柔術選手権 茶帯スペルペサード級 優勝（2006年）
- 世界柔術選手権 茶帯アブソルート級（無差別級） 優勝（2006年）
- 柔術ワールドカップ（コパドムンド） 茶帯アブソルート級 優勝（2006年）
- XFCライトヘビー級トーナメント 優勝（2007年）
- 世界柔術選手権 黒帯スペルペサード級 優勝（2008年）
- 世界ノーギ柔術選手権 黒帯スペルペサード級 優勝・アブソルート級 優勝（2008年）
- パンアメリカン柔術選手権 黒帯スペルペサード級 優勝（2009年）
- パンアメリカン柔術選手権 黒帯アブソルート級 優勝（2009年）
- 世界ノーギ柔術選手権 黒帯スペルペサード級 優勝（2009年）